# Сато, Масаки
Масаки Сато (яп. 佐藤 優樹 Сато: Масаки, род. 7 мая 1999 года в Саппоро, Япония) — японский идол, бывшая участница 10-го поколения идол-группы Morning Musume.

## Биография

### Ранние года
Масаки Сато родилась 7 мая 1999 года в Хоккайдо, Япония.

### 2011
В 2011 году Масаки приняла участие в прослушивании в 10-е поколение Morning Musume.
29 сентября на концерте в Nippon Budokan в рамках концертного тура Morning Musume Concert Tour 2011 Aki Ai Believe: Takahashi Ai Sotsugyou Kinen Special были объявлены победительницы прослушиваний в Morning Musume. Масаки успешно прошла прослушивания вместе с Харуной Иикубо, Аюми Исидой и Харукой Кудо.

### 2012
11 января, Nippon Television начало показ многосерийной дорамы Suugaku Joshi Gakuen, в которой Масаки играла роль Рион Миямасу. Этот сериал стал её актёрским дебютом.
13 января, 9-е и 10-е поколение Morning Musume начали вести вэб-ток-шоу, эксклюзивно для участников фан-клуба, с названием Honki DE Hichou!. Они также начали вести шоу на радио Radio Nippon с названием Morning Musume no Morning Jogakuin ~Houkago Meeting~.
13 мая, приняла участие в мероприятии под названием Mosuma FC Event ~Gachi☆Kira~.
С 6 по 12 июня, приняла участие в мюзикле Stacies Shoujo Saisatsu Kageki.

### 2013—2016
7 мая 2013, отметила свой 14-й день рождения на мероприятии под названием Sato Masaki Birthday Event ~14 sai nau nauuuu!!~, с двумя шоу в Tokyo FM Hall, Токио.
16 мая 2013, вэб-ток-шоу эксклюзивное для участников фан-клуба, с названием Honki DE Hichou!, завершилось с общим количеством 70 эпизодов.
7 мая 2014, отметила свой 15-й день рождения на мероприятии под названием Morning Musume '14 Sato Masaki Birthday Event 2014, с двумя шоу в Tokyo FM Hall, Токио.
7 мая 2015, отметила свой 16-й день рождения на мероприятии под названием Morning Musume '15 Sato Masaki Birthday Event, с одним шоу в Tokyo FM Hall, Токио.
20 мая 2016, отметила свой 17-й день рождения на мероприятии под названием Morning Musume '16 Sato Masaki Birthday Event, с одним шоу в Yamano Hall, Токио.
23 декабря 2016, было объявлено, что Масаки жалуется на боли в спине, после посещения врача была выявлена поясничная межпозвоночная грыжа. Лечение заняло несколько месяцев, вследствие этого она пропустила много мероприятий и концертов, также не смогла принять участие в записи 63-го сингла Morning Musume «BRAND NEW MORNING / Jealousy Jealousy». 24 февраля 2017, объявили что боли исчезли и она вернется на сцену в первый день тура Morning Musume '17 Concert Tour Haru ~THE INSPIRATION!~.

### 2017—2019
8 мая 2017 года, отметила свой 18-й день рождения на мероприятии под названием Morning Musume '17 Sato Masaki Birthday Event, с одним шоу в Differ Ariake, Токио.
19 мая, Масаки Сато и Харука Кудо выпустили сингл «Miss Henkan!!».
С 8 по 9 ноября, Масаки и остальные участницы 10-го поколения - Харуна Иикубо, Аюми Исида, Харука Кудо, участвовали в мероприятии под названием Morning Days Happy Holiday 10ki Member Iikubo Haruna・Ishida Ayumi・Sato Masaki・Kudo Haruka Fanclub Tour in Yamanashi.
7 мая 2018 года, отметила свой 19-й день рождения на мероприятии под названием Morning Musume '18 Sato Masaki Birthday Event, с одним шоу в Differ Ariake, Токио.
6 октября состоялся релиз её первого сольного фотобука Sankaku no Glass.
8 марта 2019 года стало известно, что Масаки поработала сэйю в 4 сезоне аниме Aware! Meisaku-kun (яп. あはれ！名作くん). Она озвучила Мэй - младшую сестру главного героя, которая пытается учить и запоминать слова.

### 2021
13 декабря выпустилась из группы на концерте Morning Musume '21 Concert Teenage Solution ~Sato Masaki Sotsugyou Special~ прошедшем в Ниппон Будокане.

## Группы и юниты Hello! Project
- Morning Musume (2011–2021)
- Hello! Project Mobekimasu (2011–2013)
- Harvest (2012–2016)
- Jurin (2013–2016)
- Sato no Akari (2014–2016)
- Hello Pro All Stars (2018)

## Дискография

### Студийные альбомы
Morning Musume
- 13 Colorful Character (2012)
- The Best! ~Updated Morning Musume~ (2013)
- Morning Musume '14 Coupling Collection 2 (2014)
- One・Two・Three to Zero (2014)
- 14shou ~The message~ (2014)
- 15 Thank you, too (2017)
- Hatachi no Morning Musume (2018)
- Best! Morning Musume 20th Anniversary (2019)

### Синглы
- Harvest — «Forest Time» (2012)[25]
- Jurin — «Hotaru Matsuri no Hi» (2013)[26]
- Sato no Akari — «Aa, Subarashiki Hibi yo» (2014)[27]
- Sato Masaki & Kudo Haruka (Morning Musume '17) — «Miss Henkan!!» (2017)[28]

### Другие
- «Ou no Tsutome» (2016) – сольная песня из мюзикла Zoku 11nin Iru! Higashi no Chihei, Nishi no Towa.

## Фильмография

### DVD & Blu-ray
Сольные DVD\Blu-ray
| # | Название                                      | Дата выпуска     | Чарты               | Примечание              |
| # | Название                                      | Дата выпуска     | Oricon Weekly Chart | Примечание              |
| - | --------------------------------------------- | ---------------- | ------------------- | ----------------------- |
| 1 | Greeting ~Sato Masaki~                        | 11 июля 2011     | —                   | e-Hello! series         |
| — | Morning Musume '17 Sato Masaki Birthday Event | 26 сентября 2017 | —                   | эксклюзив для фан-клуба |
| — | Morning Musume '18 Sato Masaki Birthday Event | 26 сентября 2018 | —                   | эксклюзив для фан-клуба |
| — | Morning Musume '19 Sato Masaki Birthday Event | сентябрь 2019    | —                   | эксклюзив для фан-клуба |

### Театр
- Stacies - Shoujo Saisatsu Kageki (6-12 Июня 2012, Space Zero Hall, Токио) [31]
- LILIUM -Lilium Shoujo Junketsu Kageki- (5-15 июня 2014, Ikebukuro Sunshine Theater, Токио), (20-21 июня 2014, Morinomiya Piloti Hall, Осака)[32]
- TRIANGLE (18-28 июня, 2015, Ikebukuro Sunshine Theater, Токио)[33]
- Zoku 11nin Iru! Higashi no Chihei, Nishi no Towa (11-12 июня 2016, Kyoto Gekijo in Kyoto, Киото) (16-26 июня 2016, Ikebukuro Sunshine Theater, Токио)[34]
- Pharaoh no Haka  (2-11 июня 2017, Ikebukuro Sunshine Theater, Токио)[35]
- Pharaoh no Haka ~Hebi Ou Sneferu~ (1—10 июня 2018, Ikebukuro Sunshine Theater, Токио; 15—17 июня 2018, Mielparque Hall, Осака)[36]

### ТВ-программы
- Hello Pro! TIME (2011—2012)
- Hello! SATOYAMA Life (2012—2013)
- The Girls Live (2014—2019)

### ТВ-дорамы
- Suugaku♥Joshi Gakuen (яп. 数学♥女子学園) (2012)

### Аниме
- Aware! Meisaku-kun (яп. あはれ！名作くん) (5 апреля 2019 — н. в., трансляция на канале NHK Educational TV, 4 сезон, озвучка персонажа по имени Мэй)

### Фотокниги
Сольные фотокниги
- Sankaku no Glass (6 октября 2018, Odyssey Books, ISBN 978-4-8470-8156-9)[37]

Совместные фотокниги
- 9+10=∞
- Alo-Hello! Morning Musume 2012
- Alo-Hello! Morning Musume Tenki Gumi
- Morning Musume Kyuukies & Juukies 1st official Photo Book
- Alo-Hello! Morning Musume 10ki Shashinshuu
- Michishige ☆ Photo SOUL
- Morning Musume Tenki Gumi book
- Maa-chan Kuduu no Hello Pro Senpai Tanbou Dan
- Morning Musume '14 BOOK "Sayumin no... Oshiete Kouhai!" (20 января 2015, Wani Books, ISBN 978-4-8470-4715-2)[38]
- Morning Musume '17 Shijou Drama "Haikei, Haru-senpai! ~Higashi-Azabu Koukou Hakusho~" (11 декабря 2017, Wani Books, ISBN 978-4-8470-4982-8)[39]
- Morning Musume 20 Shuunen Kinen Official Book (19 июня 2018, Wani Books, ISBN 978-4-8470-8125-5)[40]
- Morning Musume '18 Micchaku Documentary Photobook "NO DAY , BUT TODAY 21 Nenme ni Kaita Yumetachi VOL.1" (14 сентября 2018, Tokyo News Service, ISBN 4863368216)
- Morning Musume '18 Micchaku Documentary Photobook "NO DAY , BUT TODAY 21 Nenme ni Kaita Yumetachi VOL.2" (14 сентября 2018, Tokyo News Service, ISBN 4863368224)
- Morning Musume '18 Micchaku Documentary Photobook "NO DAY , BUT TODAY 21 Nenme ni Kaita Yumetachi VOL.3" (14 сентября 2018, Tokyo News Service, ISBN 4863368232)